# Aenictus biroi
Aenictus biroi é uma espécie de formiga do gênero Aenictus. É uma formiga-soldado de cor marrom avermelhada, podendo ser encontrada somente no Sri Lanka.